# Gladiátor II.
A Gladiátor II. (eredeti cím: Gladiator II) 2024-es brit–amerikai történelmi akciófilm, amelyet David Scarpa forgatókönyvéből Ridley Scott rendezett. A 2000-ben bemutatott Gladiátor című film folytatása. A főbb szerepekben Paul Mescal, Pedro Pascal, Joseph Quinn, Fred Hechinger, Lior Raz, Derek Jacobi, Connie Nielsen és Denzel Washington látható.
A filmet Amerikában 2024. november 22-én a Paramount Pictures, az Egyesült Királyságban 7 nappal korábban, november 15-én, míg Magyarországon pedig egy nappal korábban a UIP-Dunafilm forgalmazásában, november 14-én mutatták be a mozikban.

## Cselekmény
16 évvel Marcus Aurelius halála után az igazságos Rómáról szóló álma szinte teljesen szertefoszlott. Az új császárok – Caracalla és Geta testvérpár – uralkodását zsarnokság, korrupció és hatalomvágy jellemzi. A római tribunus Acacius ezért azt a feladatot kapja, hogy foglalja el Numidia utolsó szabad városát. A városfalnál vívott csata során Acaciusnak szembe kell néznie a numidiai hadvezérrel, Luciusszal, aki nem is tudja, hogy az a saját feleségének, Lucillának fia. Commodus halála után Luciust még gyermekként elküldte az anyja, hogy biztonságban nőhessen fel, mint Róma trónjának jogos örököse.
A csata során Lucius felesége, Arishat halálosan megsebesül, mielőtt az Acacius vezette római csapatok bevehetnék a várost. Lucius maga is hadifogságba esik, és Anzióban eladják Macrinus rabszolgakereskedőnek, aki a római szenátusban akar helyet kapni. Macrinus gladiátornak képzi ki Luciust, és lehetővé teszi számára, hogy részt vegyen a Colosseumban Acacius győzelmének megünneplésére rendezett többnapos játékokon. Lucius a gladiátorviadalokat arra akarja felhasználni, hogy bosszút álljon Acaciuson, de anyja, Lucilla már az első napon felismeri. Férjével, Acaciusszal és csapataival együtt titokban arra törekszik, hogy meggyilkolja a két császárt és véget vessen a zsarnokságnak, megerősítve a Gracchus vezette szenátust.
Macrinus, akinek jó kapcsolatai vannak a befolyásos Thraex szenátorral, tudomást szerez Lucilla és Acacius császár megdöntésére irányuló terveiről. Saját római pozíciójának megerősítése érdekében beszámol a császároknak a készülő árulásról, és így a testvérek közeli bizalmasává válik. Acaciust büntetésből a gladiátorarénába küldik, ahol a korábban veretlen Lucius ellen kell megmérkőznie. Amikor elismeri vereségét, hogy ne sértse meg felesége fiát, Lucius is tartózkodik a bosszútól. Geta császár parancsára Acaciust mégis nyilakkal lövik agyon, ami lázadást vált ki a római lakosság körében. Macrinus kihasználja ezt a történelmi nyugtalanságot, és meggyőzi Caracallát, gyilkolja meg saját testvérét, hogy egyedüli császárként uralkodhasson Rómában. Caracalla később Macrinust Róma második konzuljává nevezi ki, és ráhagyja a pretoriánus gárda parancsnokságát.
Lucius most már Rómát is fel akarja szabadítani a terrormozgalom alól. Megbízza barátját, Ravi orvost, hogy vezesse az Ostiában állomásozó Acacius csapatait Rómába, és foglalja el a várost. A gladiátorjátékok utolsó napján kénytelen saját maga megvédeni az anyját, Lucillát, akit árulása miatt büntetésből át kell adni a pretoriánusoknak. Lucius fogolylázadást provokál, és más gladiátorokkal együtt elfoglalja a Colosseumot, de nem sokkal később végig kell néznie, ahogy anyját egy nyílvessző megöli. Az íjászról kiderül, hogy Macrinus, aki nem sokkal később Caracallát is meggyilkolja, és így átveszi az uralmat Róma felett.
Macrinus a pretoriánus gárdát Róma kapujához vezeti, hogy szembeszálljon Acacius seregével. Párbajra kerül sor Luciusszal, aki a két csapat szeme láttára megöli a rabszolgakereskedőt. Ezután Marcus Aurelius igazságos Rómáról szóló álmára hivatkozik, és így sikerül elhárítania a két sereg összecsapását.

## Szereplők
| Szerep               | Színész           | Magyar hang         |
| -------------------- | ----------------- | ------------------- |
| Lucius "Hanno" Verus | Paul Mescal       | Lengyel Benjámin    |
| Marcus Acacius       | Pedro Pascal      | Sarádi Zsolt        |
| Caracalla császár    | Fred Hechinger    | Katona Péter Dániel |
| Geta császár         | Joseph Quinn      | Kenéz Ágoston       |
| Viggo                | Lior Raz          | Rába Roland         |
| Gracchus szenátor    | Derek Jacobi      | Fodor Tamás         |
| Lucilla              | Connie Nielsen    | Fullajtár Andrea    |
| Macrinus             | Denzel Washington | Kálid Artúr         |
| Thraex               | Tim McInnerny     | Kerekes József      |
| Ravi                 | Alexander Karim   | Crespo Rodrigo      |
| Tegula tábornok      | Rory McCann       | Ficzere Béla        |
| Darius               | Alec Utgoff       | Szatmári Attila     |
| Arishat              | Yuval Gonen       | Mikecz Estilla      |
| Jubartha             | Peter Mensah      | Orbán Gábor         |
| ceremóniamester      | Matt Lucas        | Elek Ferenc         |

### Magyar változat
- Bemondó: Egressy G. Tamás
- Magyar szöveg: Speier Dávid
- Hangmérnök: Jacsó Bence
- Vágó: Kajdácsi Brigitta
- Gyártásvezető: Cabello-Colini Borbála
- Szinkronrendező: Dóczi Orsolya
- Produkciós vezető: Hagen Péter

A szinkront a Mafilm Audio Kft. készítette.

## A film készítése
2001 júniusában megkezdődtek a Gladiátor folytatásának tervei, akár egy előzményfilm, akár egy folytatás formájában, és David Franzoni már a korai tárgyalásokon volt, hogy ismét ő legyen a forgatókönyvíró. A következő évben bejelentették, hogy a folytatás John Logan forgatókönyvíróval készül. A 15 évvel később játszódó cselekményben a Rómát uraló pretoriánus gárda, és egy idősebb Lucius – a Gladiátorban szereplő Lucilla fia – kereste az igazságot biológiai apjáról. Franzoni Douglas Wick és Walter F. Parkes mellett producerként szerződött le. A producerek és a Maximust alakító Russell Crowe közösen utánajártak a túlvilági életre vonatkozó ókori római hiedelmeknek. 2003 szeptemberére Ridley Scott bejelentette, hogy a forgatókönyv elkészült, miközben megerősítette, hogy a történet középpontjában elsősorban Lucius áll majd.
2006 májusában Scott azt nyilatkozta, hogy a DreamWorks Pictures szerette volna elkészíteni a folytatást, de a történetre vonatkozóan eltérő elképzelések voltak. Crowe a fantasy elemet favorizálta Maximus életre keltésében, míg a stúdió a filmet Luciusra, Maximus és Lucilla fiára alapozta. Scott azt is megvitatta, hogy egy összetettebb forgatókönyvre lenne szükség.  Ez idő alatt Nick Cave-et bízták meg a forgatókönyv új vázlatának megírásával. Miután a 2000-es években pénzügyi nehézségekbe ütközött, a DreamWorks Pictures 2006-ban eladta a Paramount Picturesnek, és a folytatás fejlesztését leállították.
2018 novemberében jelentették be, hogy a Paramount zöld utat adott a folytatás fejlesztésének. Scott már a korai tárgyalások során megállapodott, hogy ismét ő legyen a rendező, a forgatókönyvet pedig Peter Craig írja. Scott a produceri feladatokat is ellátná Douglas Wick, Lucy Fisher, Walter Parkes és Laurie MacDonald mellett. 2019 júniusában a producerek elárulták, hogy a forgatókönyv 25-30 évvel az első film után játszódik.  2021. áprilisában Chris Hemsworth megkereste Crowe-t azzal a javaslattal, hogy szeretne részt venni a projektben.

### Forgatás
2023 júniusában kezdődött a forgatás Varzázátán. A forgatást júliusban felfüggesztették a 2023-as hollywoodi munkaügyi viták miatt. 2023. december 4-én folytatódott a forgatás Máltán. 2024. január 17-én fejeződött be a forgatás.